# Каньйон Копрат

Coprates Chasma based on THEMIS data

Coprates Chasma — це величезний каньйон у квадранглі Coprates на Марсі, розташований за координатами 13,4° пд. ш., та 61,4° зх. д.. Є частиною системи каньйонів Valles Marineris. Його довжина становить 958 км, а свою назву він отримав від назви класичної деталі альбедо.
Кейт Гаррісон та Мері Чепмен описали переконливі ознаки, що свідчать про те, що в східній частині системи каньйонів Valles Marineris, особливо в Coprates Chasma, колись було озеро. Його середня глибина мала становити лише 842 м — значно менше, аніж глибина Valles Marineris, яка подекуди сягає 5-10 км. І тим не менш, його об'єм, який мав становити близько 110 000 кубічних метрів, можна було б порівняти з об'ємом Каспійського та Чорного морів на Землі. Основною ознакою існування такого озера є наявність уступів на рівні, на якому, як показує моделювання, мав би перебувати рівень озера. Крім того, низька точка Eos Chasma, де вода мала б перетікати, позначена флювіальними деталями. Ці деталі виглядають так, наче потік зійшовся в одній невеликій точці та спричинив значну ерозію.
Нижня частина каньйону Копратес містить велике поле невеликих конічних утворень із заглибинами, які було інтерпретовано як марсіанські еквіваленти земних магматичних чи грязьових вулканів.

## Рецидивні смуги на схилах
Рецидивні смуги на схилах — це невеликі темні смуги, які видовжуються протягом теплих сезонів. Вони можуть бути ознакою води в рідкому стані.
| |
| Широкий вид на частину Valles Marineris. Знімок виконано камерою HiRISE у рамках програми HiWish. Прямокутник показує розташування рецидивних смуг на схилах, які збільшено в наступному зображенні. |

| |
| Наближений, кольоровий вид на рецидивний смуги на схилах. Знімок виконано камерою HiRISE у рамках програми HiWish. Стрілками вказано деякі з таких смуг. |

| |
| Рецидивні смуги на схилах видовжуються у найтепліші періоди. Поблизу екватора ці смуги видовжуються на північних схилах протягом літа на північній півкулі, та на південних схилах протягом літа на південній півкулі. |

## Галерея
| |
| Південний вал каньйону Копратес. Ширина зображення відповідає приблизно одному кілометру на поверхні. Із підсиленими інфрачервоними кольорами видно частину верхівки південної стіни каньйону, розташованої нижче від стрімких верхніх схилів каньйону. |

| |
| Скиди, якими їх побачила камера HiRISE. Шари на скелястій поверхні можуть мати вулканічні, озерні, та/або вітрові відкладення, що накопичились у Valles Marineris. |

|                                                      |
| Сезонні потоки в Coprates Chasma у Valles Marineris. |